# Mario Schmidt
Mario Schmidt (* 1960 en Friburgo de Brisgovia ) es un físico y científico ambiental alemán. Ha sido profesor de gestión ecológica en la Universidad de Pforzheim desde 1999 y dirige el Instituto de Ecología Industrial (INEC).  
Schmidt estudió física y astronomía en  Albert-Ludwigs-Universität Freiburg y  Ruprecht-Karls-Universität Heidelberg. Hizo su servicio comunitario en la Federación para el Medio Ambiente y la Conservación de la Naturaleza en Alemania. Durante sus días escolares estuvo involucrado en las protestas contra la central nuclear de Wyhl. Dirigió el grupo escolar de protección ambiental en Friburgo y más tarde el tutorial de protección ambiental en la Universidad de Heidelberg, que luego condujo a la iniciativa para la serie de conferencias de protección ambiental (1985-1995)  y los estudios ambientales interdisciplinarios (1995-2005). Estuvo involucrado en el establecimiento del Instituto de Investigación de Energía y Medio Ambiente de Heidelberg (IFEU) en la década de 1980.  De 1989 a 1990 fue jefe de departamento en la autoridad ambiental de la ciudad  de Hamburgo de 1989 a 1990. Desde 2012 es miembro de la junta asesora del gobierno del estado de Baden-Württemberg para el desarrollo sostenible. Desde 2015 también ha sido profesor honorario en la Facultad de Sostenibilidad de la Universidad Leuphana de Lüneburg. 

## Áreas de trabajo
Los primeros trabajos de Schmidt se centraron en la evitación de residuos (1985–1986), la radio ecología (1986–1990), las emisiones y la evitación del tráfico (1990–1995). En 1991/92 dirigió el primer concepto importante de protección climática municipal en Alemania por iniciativa del entonces alcalde de Heidelberg, Beate Weber. Otros siguieron luego como por ejemplo para Wuppertal o la Expo en Hannover. Desde principios de la década de 1990, ha estado involucrado en la implementación de las primeras evaluaciones del ciclo de vida y el desarrollo de métodos en el campo de la gestión de energía y flujo de materiales. Actualmente se ocupa de la eficiencia de los recursos operativos, los problemas de materias primas y su relación con la protección del clima. 

## Publicaciones (selección)
- Gesundheitsschäden durch Luftverschmutzung. Wunderhorn-Verlag Heidelberg 1987, ISBN 9783884230480.
- Leben in der Risikogesellschaft. Der Umgang mit modernen Zivilisationsrisiken. Mit Beiträgen von Günter Altner, Ulrich Beck, Robert Jungk u. a. Verlag C. F, Müller Karlsruhe 1989, ISBN 3788097728.
- Stoffstromanalysen in Ökobilanzen und Öko-Audits. Springer-Verlag Heidelberg 1995, ISBN 978-3540593362.
- Ökobilanzierung mit Computerunterstützung. Springer-Verlag Heidelberg 1997, ISBN 978-3540611776.
- 20 Jahre ifeu-Institut. Vieweg-Verlag Braunschweig/Wiesbaden 1998, ISBN 978-3528069803.
- Umweltschutz und strategisches Handeln. Gabler-Verlag Wiesbaden 2003, ISBN 978-3409125031.
- 100 Betriebe für Ressourceneffizienz. Springer-Verlag Heidelberg 2017, ISBN 978-3662533666.
- Consideration of Abiotic Natural Resources in Life Cycle Assessments. MDPI Basel (CH) 2019, ISBN 978-3038975458.
- 100 Pioneers in Efficient Resource Management. Springer-Verlag Heidelberg 2019, ISBN 978-3662567449.

## Enlaces web
- Bibliografía relacionada con Mario Schmidt en el catálogo de la Biblioteca Nacional de Alemania.
- Vita auf der Website der Hochschule Pforzheim

- Datos: Q67601026